# Ceralocyna militaris
Ceralocyna militaris är en skalbaggsart som först beskrevs av Pierre Émile Gounelle 1911.  Ceralocyna militaris ingår i släktet Ceralocyna och familjen långhorningar. Inga underarter finns listade.